# 2,2-dimetilbutano
El 2,2-dimetilbutano, llamado de modo tradicional como neohexano, es un alcano de fórmula química C6H14, o bien (H3C)3C-CH2-CH3. Es el isómero estructural del hexano más compacto y ramificado, y el único con un carbono cuaternario y esqueleto de butano.

## Síntesis
- Por isomerización de hexano:

H3C-CH2-CH2-CH2-CH2-CH3   →   H3C)3C-CH2-CH3
Esta reacción es de interés comercial para la mejora de los combustibles para motores, pues se optimizan las propiedades antidetonantes del producto. Así, el hexano tiene un índice de octano (I.O.) de 24.8, mientras el 2,2-dimetilbutano tiene un I.O.=94.
- Por combinación de metilpropano y etileno:[3]

{\displaystyle \scriptstyle (CH_{3})_{2}CH-CH_{3}\,+\,H_{2}C=CH_{2}\longrightarrow (CH_{3})_{3}C-CH_{2}-CH_{3}}

## Propiedades químicas
Como todos los alcanos, su reactividad es baja por lo que no se afecta por la mayoría de las disoluciones acuosas de ácidos, bases y disoluciones oxidantes y reductoras. No se debe mezclar con ácido nítrico.
Arde con facilidad en presencia de oxígeno, por lo que se usa como combustible.
Experimenta reacciones de sustitución con halógenos como el cloro o el bromo para dar derivados halogenados como 3-bromo-2,2-dimetilbutano (que posteriormente puede sufrir una reacción de eliminación (en presencia de etanol y etóxido sódico) y originar elcorrespondiente alqueno.), o el 4-bromo-2,2-dimetilbutano (que se prepara tratando el 2,2-dimetilbutano con bromuro de hidrógeno, o con ácido sulfúrico en presencia de tribromuro de fósforo.
Sufre una reacción de descomposición (pirólisis) cuando se somete a alta temperatura, aunque esta reacción es inhibida por alquenos.